# Long Live Rock 'n' Roll
Long Live Rock 'n' Roll es el tercer álbum de estudio de Rainbow, lanzado en 1978, siendo este el último trabajo de la banda con Ronnie James Dio como cantante.

## Grabación y contenido
Debido a su inconformidad profesional, Blackmore tocó la mayor parte de las partes de bajo para este disco, aunque contó con la asistencia de Bob Daisley en algunas canciones.
"Kill the King" se convirtió en un elemento básico en las giras de la banda, durante esta etapa, el tema apareció por primera vez en el álbum On Stage de 1977, antes de que fuese grabada en estudio. 
El tecladista David Stone, en una entrevista, afirmó que compuso parte de la introducción de "Gates of Babylon" pero no fue acreditado. 
La artista gráfica Debbie Hall realizó el grabado para la portada, con las caras de los integrantes del grupo.
Dio renunció a Rainbow debido a que Blackmore quería dejar de utilizar letras épicas para hacer música más comercial. 
Debido a lo anterior, Dio aprovechó que Ozzy Osbourne había sido expulsado de Black Sabbath, e ingresó como vocalista de este grupo. 
Dio fue sustituido por el cantante inglés Graham Bonnet para el siguiente disco, Down to Earth.

## Lista de canciones
- Todas las letras fueron escritas por Ronnie James Dio, y la música compuesta por Ritchie Blackmore y Dio, excepto las indicadas.

Lado A
1. "Long Live Rock 'n' Roll" – 4:21
2. "Lady of the Lake" – 3:39
3. "L.A. Connection" – 5:02
4. "Gates of Babylon" – 6:49

Lado B
1. "Kill the King" (Blackmore, Dio, Powell) – 4:29
2. "The Shed" (Blackmore, Dio, Powell) – 4:47
3. "Sensitive to Light" – 3:07
4. "Rainbow Eyes" – 7:11

## Personal
Músicos
- Ronnie James Dio – voz
- Ritchie Blackmore – guitarra y bajo
- Bob Daisley – bajo en "Kill the King", "Sensitive to Light" y "Gates of Babylon"
- Cozy Powell – batería y percusión
- David Stone – teclados en "Gates of Babylon", "Kill the King", "The Shed" y "L.A. Connection"

Colaboradores
- Bavarian String Ensemble - cuerdas
- Rainer Pietsch - dirección musical en "Gates of Babylon"
- Ferenc Kiss & Nico Nicolicv – viola en "Rainbow Eyes"
- Karl Heinz Feit – chelo en "Rainbow Eyes"
- Rudi Risavy & Max Hecker – flauta en "Rainbow Eyes"
- Bruce Payne - dirección
- Debbie Hall - arte